# Grm, Ivančna Gorica
Grm je naselje v Občini Ivančna Gorica.